# Holbrook, Suffolk
Holbrook är en by (village) och en civil parish i Babergh, Suffolk i östra England, Orten har 2 317 invånare (2001). Den har en kyrka.